# Wielka improwizacja

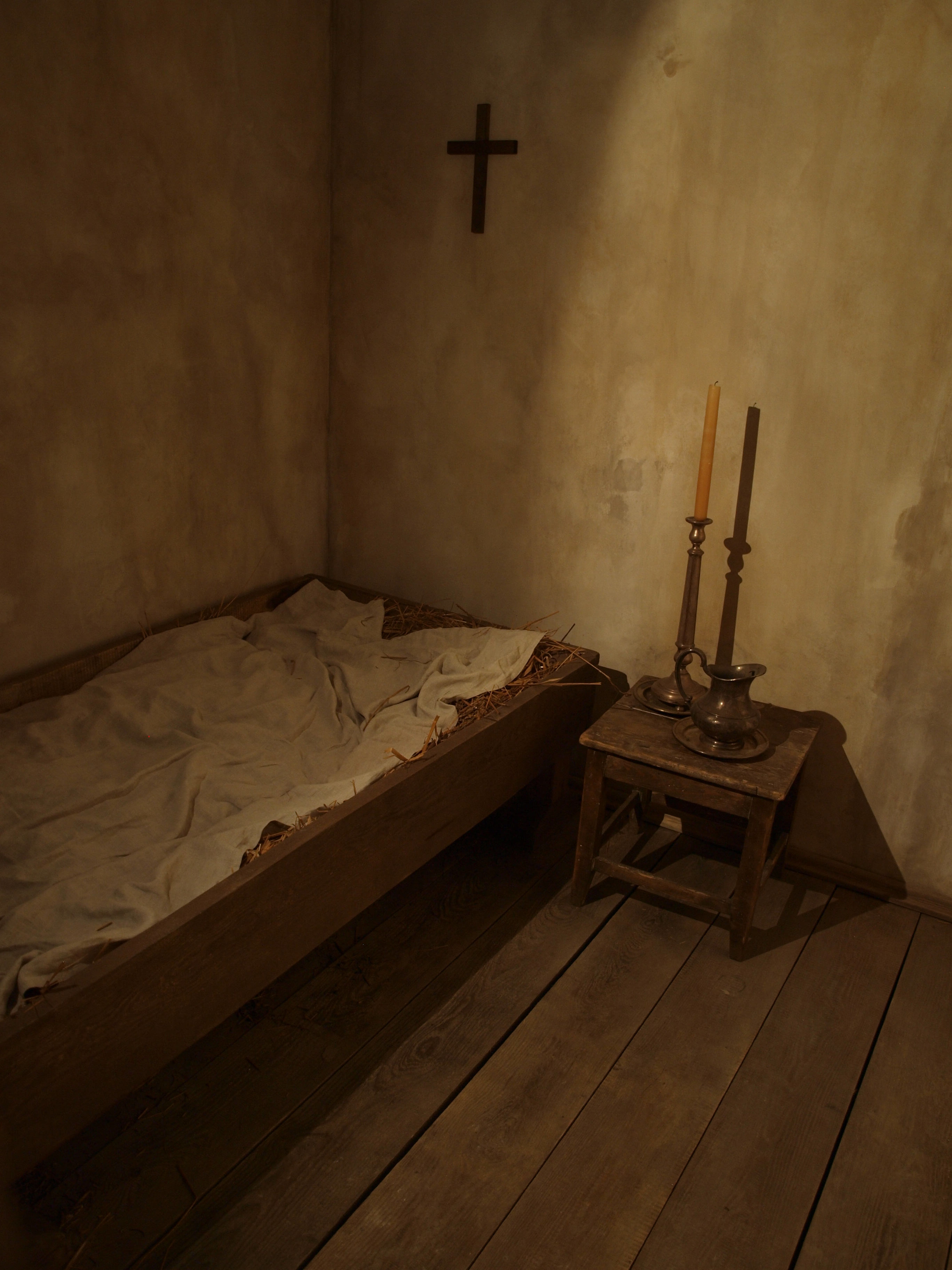
Ekspozycja, wyobrażająca celę Konrada w byłym klasztorze bazylianów w Wilnie

Wielka improwizacja – monolog Konrada w III części dramatu Dziady (1832) Adama Mickiewicza.
Monolog Konrada ma miejsce w celi klasztoru bazylianów w Wilnie, zmienionego w więzienie carskie. Stanowi kwintesencję poety-wieszcza i poezji romantycznej, jednocześnie zarysowując kryzys romantycznej koncepcji poezji. Ukazuje sprzeczność: bohater chce się zbratać z rodakami, lecz jednocześnie domaga się od Boga władzy Jemu równej nad narodem, której to chce użyć dla uszczęśliwienia narodu i człowieka. Jego cechy to „arystokratyzm ducha”, samotność, niezrozumienie, poczucie misji. Zawarty jest tu wątek prometejski. W następującym po Improwizacji Widzeniu Księdza Piotra poeta zarysowuje natomiast program mesjanistycznej koncepcji dziejów Polski.
Konrad porównuje się z Bogiem. Zdolność tworzenia uważa za przesłankę, by się z nim zmierzyć. Doprowadza go to do bluźnierstwa i (w pojęciu kanonów wiary chrześcijańskiej) grzechu pychy zakończonych klęską. Jednocześnie Konrad ubolewa nad ciężką dolą własnego narodu i dąży do ulżenia tej doli. Właśnie ten konflikt wewnętrzny (wewnętrzna i głęboka potrzeba niesienia pomocy zniewolonemu narodowi wobec obojętności Boga) jest przykładem idei prometejskiej.
Autor utożsamia się z opinią bohatera o narodzie polskim. Monolog zawiera także komentarz na temat upadku powstania listopadowego. Jest to pierwszy utwór romantyczny ukazujący kryzys postawy wieszczej, która przegrywa w zetknięciu z rzeczywistością. Jest jednocześnie czołowym przykładem polskiej poezji romantycznej. Napisany łącznie z całością Dziadów cz. III w Dreźnie, wkrótce po i pod wpływem klęski Powstania listopadowego, był odpowiedzią na zarzuty stawiane mu przez byłych powstańców o nieobecności Mickiewicza w kraju w miesiącach walki zbrojnej. Znana była gorzka uwaga generała Małachowskiego, który miał mu ironicznie powiedzieć, że wszyscy powstańcy powinni polec, by tylko Mickiewicz pozostał i mógł to opisywać w wierszach. Stąd pierwsze słowa Konrada w Improwizacji mówią o samotności poety i nieszczęściu twórcy, który dla ludzi głos i język trudzi. Konrad zarzuca stwórcy, że ten swej władzy dla dobra ludzi, narodu nie chce lub nie potrafi użyć. Zarzuca mu obojętność przez wielokrotnie powtarzane oskarżenie „milczysz”. W ostatnich słowach monologu wyczerpany Konrad zda się oskarżać Boga o największą ze zbrodni: o bycie carem, synonimem tyrana. Słowo car wypowiedziane jest w ostatnim wersie przez diabła, gdy Konrad pada wycieńczony walką z Bogiem. W czasie Wielkiej Improwizacji o Konrada walczą dobre i złe duchy, co sugeruje, że jego klęska nie jest ostateczna.